# بايلور
بايلور (بالإنجليزية: Baelor)‏ هي الحلقة التاسعة من الموسم الأول من المسلسل الفانتازي صراع العروش، والمُقتبس من سلسلة روايات أغنية الجليد والنار للمؤلف جورج ر. ر. مارتن، وهي الحلقة رقم 9 من المسلسل ككل. عُرضت الحلقة لأول مرة في 12 يونيو 2011، على شبكة إتش بي أو المُنتجة للمسلسل، وكانت من كتابة ديفيد بينيوف، ودي. بي. وايس، ومن إخراج آلان تايلور.

## ملخص الحلقة
تذهب (كاتلين) للتحالف مع (اللورد والدر) وليمنحها حق العبور من أرضه ليستطيعوا الوصول لأراضي آل (لانستر)، تحت شروط مفادها أن (روب) عليه أخذ ابنه (أوليفر) كمرافق شخصي، و(آريا) يجب أن تتزوج من ابنه (والدرن) وأخيراً عندما ينتهي القتال يجب على (روب) الزواج بإحدى بناته. وافق (روب) على مضض، وحرك جيوشه لخوض المعركة الأولى ضد آل (لانستر)، ولكنه جمع ألفي مقاتل فحسب، فقد كان هدفه الأساسي اختطاف (جايمي) وهذا ما حصل عليه. أثناء انتقال قبيلة الـ(دوثروكي) يموت (دروغو) متأثراً بجراحه، تُحاول (دينيرسي) علاجه بشتى الطرق ولكنها تفشل وسط خوف (دينيرس) عما سيؤول إليه الوضع بعد موته. لا شيء جديد عند الحائط الشمالي سوى قلق (جون سنو) المتزايد حول الهجوم القادم من ما وراء الجدار. وبالعودة إلى العاصمة "كينغ لاندينغ"، يحاول (نيد) حماية بناته فيعترف بأنه قام بخيانة الملك وتأليف قصةٍ من أجل الإطاحة به. ووسط صخب الجمهور يقوم (جوفري) بإعدام (نيد) ولا يكترث لتحذيرات والدته.

## الإنتاج
سيناريو الحلقة كان من كتابة ديفيد بينيوف، ودي. بي. وايس، وأُختير آلان تايلور لإخراجها. كان أليك ساخاروف مديرًا لتصوير الحلقة، وفرانسيس باركر محررةً لها، أما موسيقى الحلقة التصويرية فكانت من تلحين رامين جوادي.

## نسب المشاهدة
| الموسم | الموسم | رقم الحلقة | رقم الحلقة | رقم الحلقة | رقم الحلقة | رقم الحلقة | رقم الحلقة | رقم الحلقة | رقم الحلقة | رقم الحلقة | رقم الحلقة | المتوسط |
| الموسم | الموسم | 1          | 2          | 3          | 4          | 5          | 6          | 7          | 8          | 9          | 10         | المتوسط |
| ------ | ------ | ---------- | ---------- | ---------- | ---------- | ---------- | ---------- | ---------- | ---------- | ---------- | ---------- | ------- |
|        | 1      | 2.22       | 2.20       | 2.44       | 2.45       | 2.58       | 2.44       | 2.40       | 2.72       | 2.66       | 3.04       | 2.52    |
|        | 2      | 3.86       | 3.76       | 3.77       | 3.65       | 3.90       | 3.88       | 3.69       | 3.86       | 3.38       | 4.20       | 3.80    |
|        | 3      | 4.37       | 4.27       | 4.72       | 4.87       | 5.35       | 5.50       | 4.84       | 5.13       | 5.22       | 5.39       | 4.97    |
|        | 4      | 6.64       | 6.31       | 6.59       | 6.95       | 7.16       | 6.40       | 7.20       | 7.17       | 6.95       | 7.09       | 6.84    |
|        | 5      | 8.00       | 6.81       | 6.71       | 6.82       | 6.56       | 6.24       | 5.40       | 7.01       | 7.14       | 8.11       | 6.88    |
|        | 6      | 7.94       | 7.29       | 7.28       | 7.82       | 7.89       | 6.71       | 7.80       | 7.60       | 7.66       | 8.89       | 7.69    |
|        | 7      | 10.11      | 9.27       | 9.25       | 10.17      | 10.72      | 10.24      | 12.07      | غ/م        | غ/م        | غ/م        | 10.26   |
|        | 8      | 11.76      | 10.29      | 12.02      | 11.80      | 12.48      | 13.61      | غ/م        | غ/م        | غ/م        | غ/م        | 11.99   |

## وصلات خارجية
- بايلور على موقع IMDb (الإنجليزية)
- بايلور على موقع ميتاكريتيك (الإنجليزية)
- بايلور على موقع روتن توميتوز (الإنجليزية)
- بايلور على موقع أول موفي (الإنجليزية)